# Struthanthus calobotrys
Struthanthus calobotrys är en tvåhjärtbladig växtart som beskrevs av August Wilhelm Eichler. Struthanthus calobotrys ingår i släktet Struthanthus och familjen Loranthaceae. Inga underarter finns listade i Catalogue of Life.